# ليهي
ليهي (يوتا) (بالإنجليزية: Lehi, Utah)‏ هي مدينة تقع في الولايات المتحدة في مقاطعة يوتا، يوتا. يقدر عدد سكانها بـ 47,407 نسمة ومساحتها 69.1 كم2 وترتفع عن سطح البحر 1,391 متر.

## أعلام
- جاي ليزلي برودبنت
- إدوين إيفانز
- د. إلمو هاردي
- ريتشارد فيلت
- جاي هيل
- باول كامينغز